# Аргун (река)
Аргу́н (чечен. Орга, груз. არღუნი) — река на Северном Кавказе на территории Грузии и России (Чеченская Республика), правый приток Сунжи (бассейн Терека).
Высота истока — 2474 м над уровнем моря. Уклон реки — 16,2 м/км.

## Описание
Длина реки — 148 км, площадь бассейна — 3390 км². Средний уклон 17,63 м/кмСредний расход воды — 45,6 м³/с.. Питание смешанное. Сплошного ледостава на Аргуне не бывает.
Аргун берёт начало из ледников на северных склонах Большого Кавказского хребта. В верхнем течении, до слияния с рекой Шароаргун, исторически называется Чанты-Аргун.
Далее, до выхода на равнину (так называемые «Аргунские ворота» Бокового Кавказского хребта) река течёт по горной Чечне в Аргунском ущелье, которое вблизи истоков реки более или менее безлесно, а ниже покрыто почти сплошными лесами. Вбирает в себя многочисленные горные потоки, самый крупный из которых — река Шароаргун соединяется с Аргуном непосредственно у «ворот». Горная часть бассейна Аргуна и его притоков составляют западную часть горной Чечни — Итум-Калинский и Шатойский районы. Эта область является одним из первоначальных мест поселения чеченцев и характеризуется многочисленными развалинами древних аулов с традиционными сооружениями башенного типа.
После выхода на равнину по Аргуну проходит граница между Грозненским и Шалинским районами Чечни до впадения в Сунжу. Долина густо заселена. До первой чеченской войны характеризовалась практически непрерывной застройкой частными домами усадебного типа.
В нижнем течении реки расположен город Аргун.

## Происхождение гидронима
Аргун (чечен. Орга) по-чеченски означает узкое глубокое ущелье, впадину, гидроним («ark, arg» в диалектах чеченского языка — «река»).

## В искусстве
- В фильме «Свой среди чужих, чужой среди своих» Никиты Михалкова одна из главных сцен снималась на реке Аргун[6].
- Рисовальщик, военный инженер В. В. Фохт создал рисунок «Переправа через реку Аргунь в октябре 1840 года».
- М. Ю. Лермонтов в своей поэме Измаил Бей[7] пишет:

Шумит Аргуна мутною волной;
Она коры не знает ледяной,
Цепей зимы и хлада не боится;
Серебряной покрыта пеленой,
Она сама между снегов родится…
- Писатель А. С. Серафимович описал Аргун и его характер[8]: Аргун бешено ревел. Мутно-рыжий, он несся крутящими ямами, весь изборозжденный, вскидывая клочья грязно-желтой пены. Гудели ворочавшиеся валуны, шипела, все заглушая, галька.
- Лев Толстой упоминает реку в своём рассказе «Как умирают русские солдаты»:

Вечер был тихий и ясный, по ущельям, как всегда, ползли тучи, но небо было чисто, два черных орла высоко разводили свои плавные круги. На противоположной стороне серебряной ленты Аргуна отчетливо виднелась одинокая кирпичная башня — единственное владение наше в Большой Чечне. В некотором расстоянии от неё партия конных чеченцев гнала отбитых лошадей вверх по крутому берегу и перестреливалась с солдатами, бывшими в башне.
- К. П. Белевич, писатель, служивший в Тенгинском полку, в своем очерке «Несколько картин из кавказской войны и нравов горцев» писал[9]:

С вершины высоких курганов глазам открывается величественная картина, с колоссальными пейзажами. Горы на юг треснули и расступились глубоким ущельем, дав путь быстрому Аргуну, катящему свои мутные воды по широкому руслу, с живописными берегами.
- В Чечне издаётся литературно-художественный журнал «Орга».

## В филателии
В 1971 году в СССР был выпущен художественный маркированный конверт «Чечено-Ингушская АССР. Ущелье реки Аргун». На следующий год был выпущен конверт «Чечено-Ингушская АССР. Висячий мост через реку Аргун у села Чишки».

## Галерея
- Река Чанты-Аргун. 1850-1896 годы
- Река Аргун (выше Шатили), фото Деши Морица. 1897 год
- Аргун, Пхочча
- Аргун близ Шатили
- Аргун у села Ушкалой 2021 год
- Висячий мост возле Дуба-Юрта
- Мост через Аргун к Нихалоевским водопадам
- Гидроузел близ Старых Атагов
- Близ Нихалоя.